# Pluvialis squatarola
El chorlito gris o chorlo ártico (Pluvialis squatarola) es una especie de ave Charadriiforme de la familia Charadriidae propio de la tundra

## Descripción física
Este chorlito blanco y negro, tiene las alas puntiagudas y el potente vuelo de un migrador a grandes distancias. En invierno es casi totalmente de color gris ceniza, y puede ser identificado por las axilas negras sobre el blanco de la parte inferior, y su voz "thii-uu-vii".

## Alimentación
En invierno se alimenta en las marismas en bajamar, sondeando lentamente el barro en busca de gusanos, pequeños bivalvos, crustáceos y otros invertebrados.

## Subespecies
Se distinguen 3 subespecies de Pluvialis squatarola:
- Pluvialis squatarola cynosurae (Thayer & Bangs, 1914)
- Pluvialis squatarola squatarola (Linnaeus, 1758)
- Pluvialis squatarola tomkovichi Engelmoer & Roselaar 1998

## Galería de imágenes

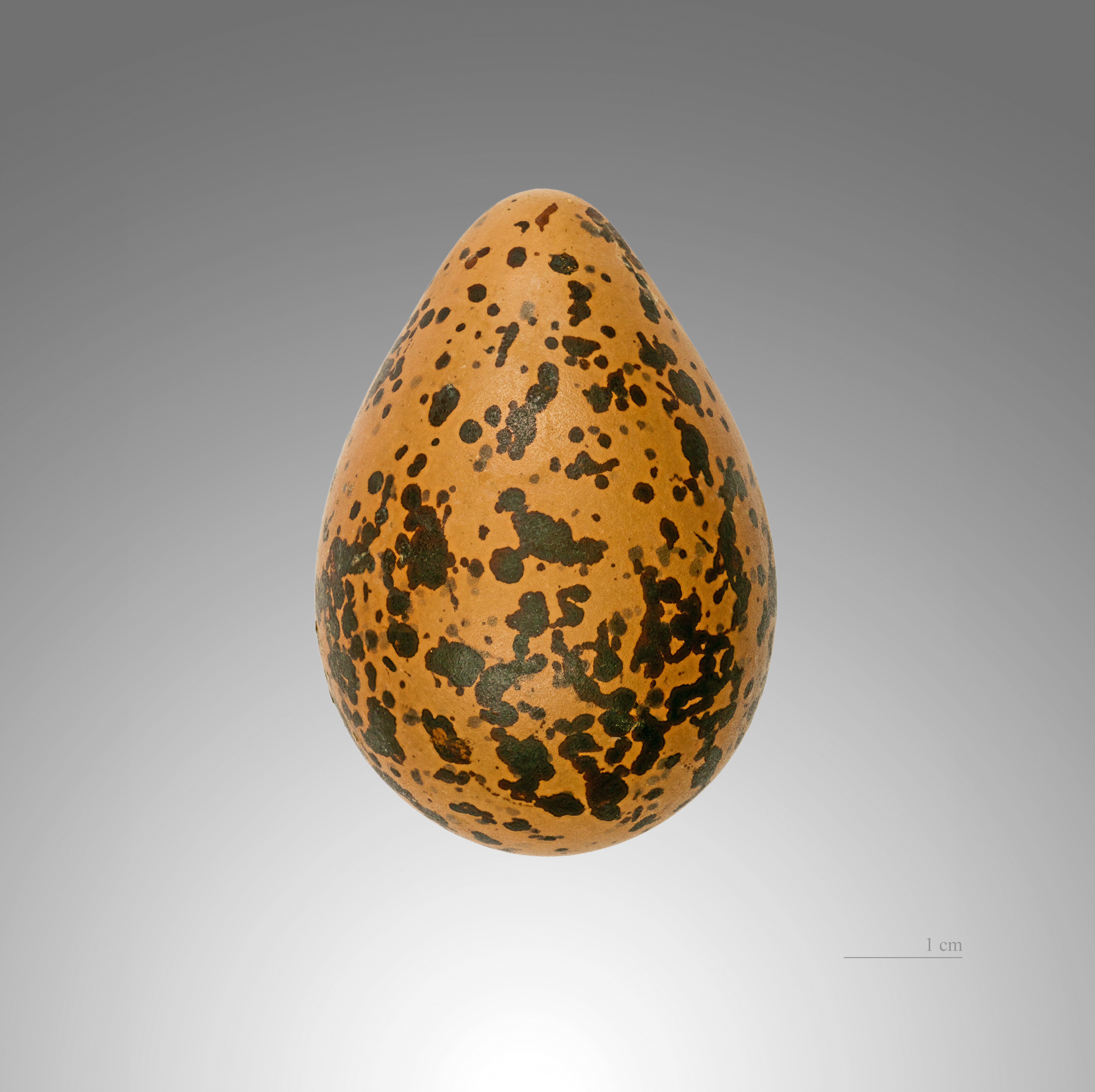
Huevo de Pluvialis squatarola
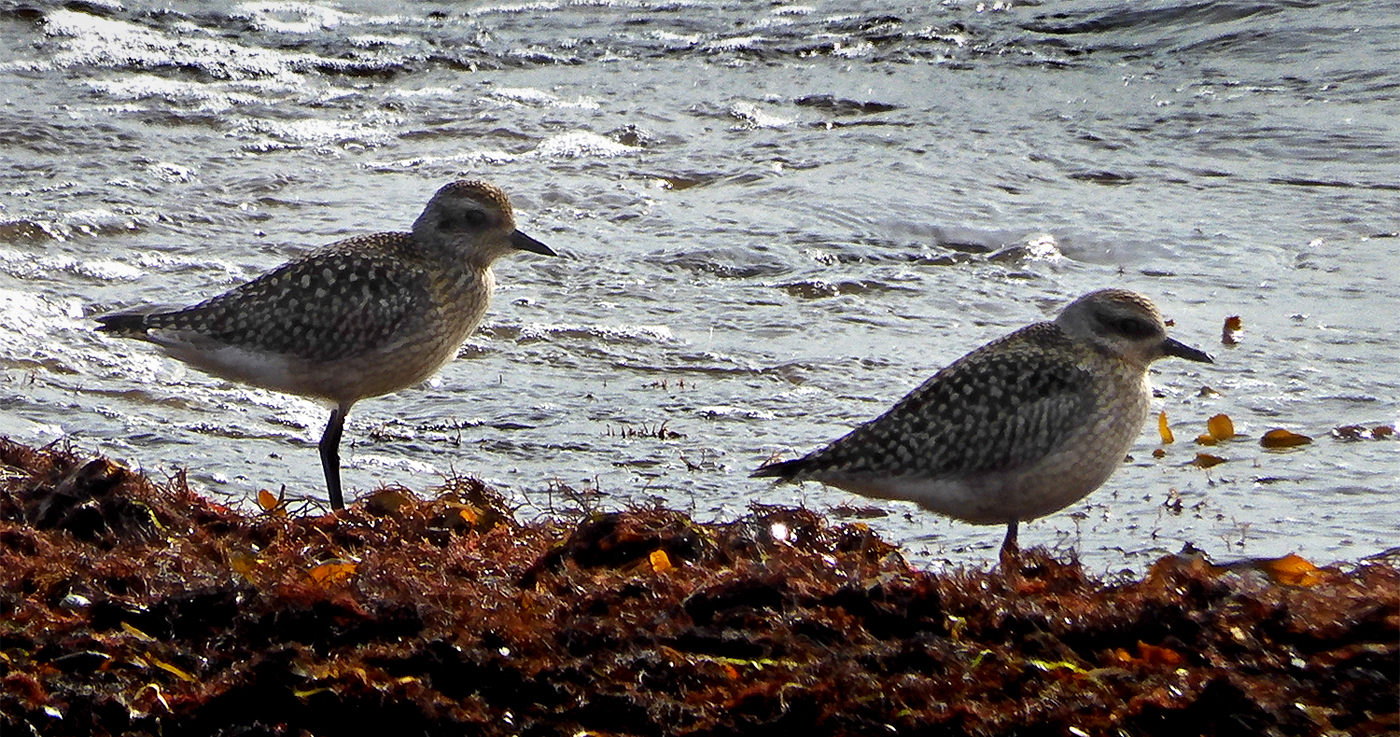
Pluvialis squatarola
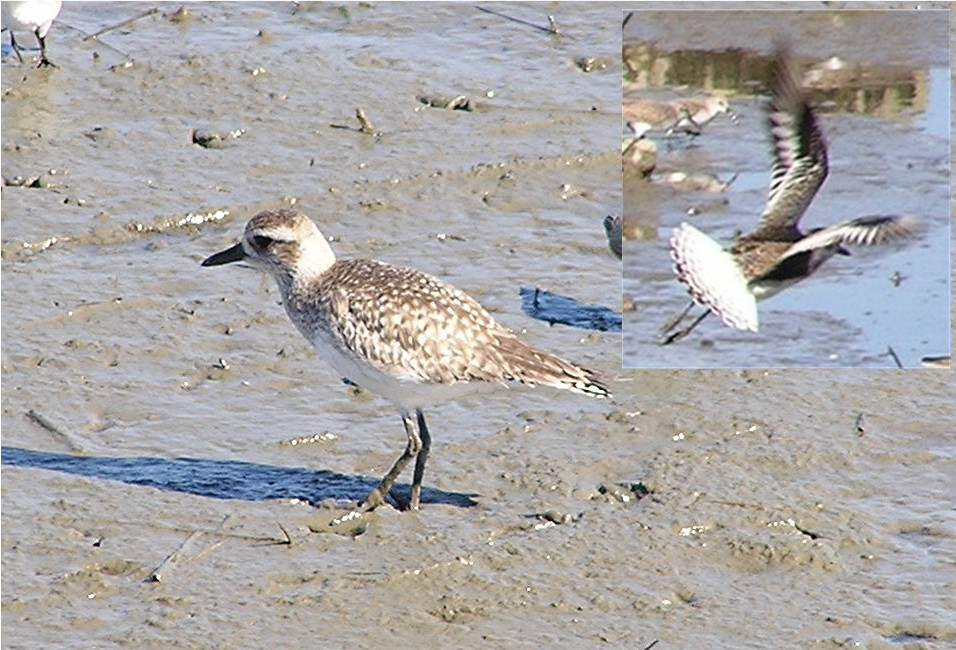
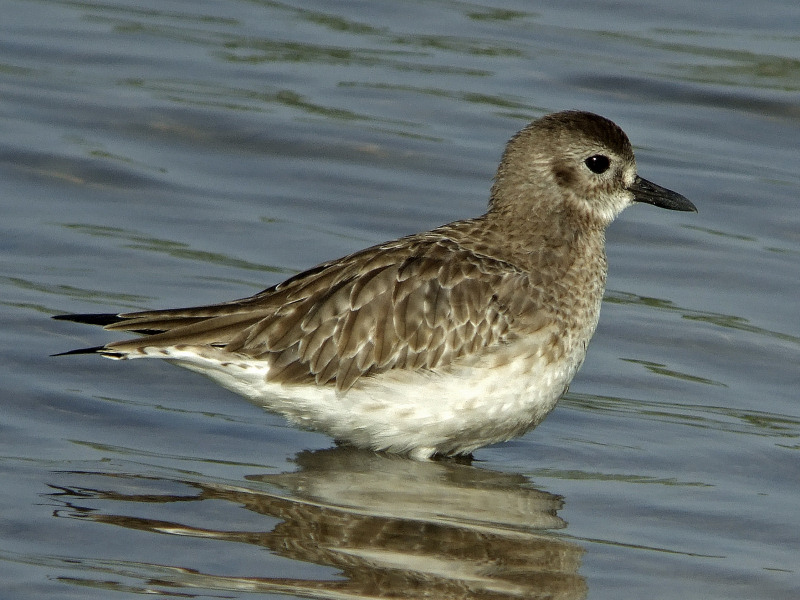